# Eremisca poecilus
Eremisca poecilus là một loài ruồi trong họ Asilidae. Eremisca poecilus được Becker miêu tả năm 1923. Loài này phân bố ở vùng Cổ Bắc giới.